# Sanitätsdienst des Bundesheeres
Der Sanitätsdienst des Bundesheeres ist eine Waffengattung des österreichischen Bundesheeres, der die übergeordnete Rolle der Betreuung von Verletzten und Kranken zukommt. Die Sanitäter sorgen für die Erstbetreuung der Verwundeten und transportieren sie in ein Feld- oder Zivilspital. Im Alltag zählt es zu den Aufgaben der Sanitäter, auf die Hygiene und die medizinische Versorgung in den Kasernen zu achten. Außerdem übernehmen die Sanitäter die medizinische Betreuung bei der Stellung der neuen Rekruten.

## Sanitätsdienstliche Ausbildungen

### Im Grundwehrdienst
Die Ausbildung der Sanitäter beginnt ebenso wie andere mit der Grundausbildung.
Nach einer freiwilligen Meldung zum Sanitätsdienst wird die Personalauswahl zu einer der Sanitätsausbildungsstätten in Salzburg, Hörsching, Wien-Stammersdorf oder Klagenfurt geschickt.
Die Ausbildung (als Basisausbildung 2) erfolgt nach dem Modul 1 des zivilen Sanitätergesetzes. Darüber hinaus werden militärische Zusatzinhalte ausgebildet, wie die Umschulung auf die Pistole 80, humanitäres Völkerrecht und Einweisung in das militärische Gesundheitswesen.
Nach einer Vorprüfung werden die auszubildenden Sanitäter zu einer zivilen Rettungsdienststelle für ein Praktikum im Rettungs- und Krankentransportwesen im Umfang von 160 Stunden dienstzugeteilt.
Der Rettungssanitäterkurs schließt mit einer zivil-anerkannten kommissionellen Abschlussprüfung ab.

### Im Ausbildungsdienst
Gemäß militärischen Erfordernissen werden Anwärter für Berufs- sowie Milizunteroffiziers- und KPE-Funktionen im einjährigen Ausbildungsdienst aufbauend zum Notfallsanitäter mit den Notkompetenzen NKA und NKV ausgebildet.
Die Basisausbildung 3 gleicht das Wissen und Aufgabenbereich im Sanitätswesen aus und bildet die Grundlage für die weiteren Kurse.
Unteroffiziersanwärter verfolgen zunächst ihre militärischen Laufbahnkurse (Militärische Führung 1 und 2). Parallel dazu absolvieren NFS-Anwärter das Transportführerpraktikum im Umfang von 160 Stunden bei einer zivilen Rettungsdienststelle.
Anschließend findet der viermonatige NFS-Kurs an der Sanitätsschule in Wien-Stammersdorf statt, nach dem in der Regel auch die Notkompetenzen ausgebildet sowie fachspezifische Führungskompetenzen vermittelt werden.
Optional dazu kann der Unteroffiziersanwärter eine Ausbildung zum Rettungsschwimmer absolvieren.
Berufsunteroffiziere erlangen im Rahmen der Weiterbildung das Krankenpflegediplom.

### Im Milizstand
Das Bundesheer führt für einen laufenden Fähigkeitserhalt durch mittels Fortbildungen gemäß Sanitätergesetz sowie Rezertifizierungskursen an halbautomatischen Defibrillatoren.

### Nicht-Sanitätspersonal
Im Rahmen der Basisausbildung 1 (und Kern) werden alle Soldaten in der zivilen Ersten Hilfe ausgebildet. Durchgeführt werden sie in der Regel durch einen Sanitätsunteroffizier.
Im Rahmen der Auslandseinsatzvorbereitung werden alle teilnehmenden Soldaten in der Erweiterten Selbst- und Kameradenhilfe geschult, das dem deutschen Einsatzersthelfer nach dem TCCC-Konzept entspricht.

## Verwendungen im Sanitätsdienst
Ausgebildete Sanitäter können im Bundesheer zu folgenden Tätigkeiten herangezogen werden:
- Rettungssanitäter: in der Einheit, einer territorialen Sanitätsdienststelle (Truppenärztliche Ambulanz oder -Station) oder Sanitätseinrichtung (Feldambulanzen, Militärspitäler)
- OP-Gehilfe
- Ordinationsgehilfe
- Stellungsgehilfe
- Sanitätsunteroffizier: Als Notfallsanitäter (mit NKA und NKV) oder Dipl. Gesundheits- und Krankenpfleger
- Mit abgeschlossenem Medizinstudium: GWD-Arzt, kMilitärassistenz- oder Feldarzt.